# NHK Trophy
Il Trofeo NHK è una competizione di livello senior che si svolge nell'ambito del Grand Prix ISU di pattinaggio di figura. Organizzato dalla Federazione di pattinaggio del Giappone ha avuto inizio nel 1979 ed è stato aggiunto alla serie Grand Prix nel 1995, anno inaugurale della serie. Le medaglie vengono assegnate nelle discipline del singolo maschile, singolo femminile, coppie e danza su ghiaccio.

## Albo d'oro

### Singolo maschile
| Anno | Luogo     | Oro                             | Argento                         | Bronzo                          |
| 1979 | Tokyo     | Robin Cousins                   | Fumio Igarashi                  | David Santee                    |
| 1980 | Sapporo   | Fumio Igarashi                  | Robert Wagenhoffer              | Allen Schramm                   |
| 1981 | Kōbe      | Fumio Igarashi                  | Norbert Schramm                 | Jean-Christophe Simond          |
| 1982 | Tokyo     | Scott Hamilton                  | Aleksandr Fadeev                | Grzegorz Filipowski             |
| 1983 | Sapporo   | La competizione non si è svolta | La competizione non si è svolta | La competizione non si è svolta |
| 1984 | Tokyo     | Aleksandr Fadeev                | Brian Orser                     | Brian Boitano                   |
| 1985 | Kōbe      | Brian Boitano                   | Brian Orser                     | Viktor Petrenko                 |
| 1986 | Tokyo     | Angelo D'Agostino               | Makoto Kano                     | Philippe Roncoli                |
| 1987 | Kushiro   | Christopher Bowman              | Paul Wylie                      | Makoto Kano                     |
| 1988 | Tokyo     | Aleksandr Fadeev                | Petr Barna                      | Kurt Browning                   |
| 1989 | Kōbe      | Viktor Petrenko                 | Aleksandr Fadeev                | Kurt Browning                   |
| 1990 | Asahikawa | Viktor Petrenko                 | Grzegorz Filipowski             | V"jačeslav Zahorodnjuk          |
| 1991 | Hiroshima | Grzegorz Filipowski             | V"jačeslav Zahorodnjuk          | Aleksej Urmanov                 |
| 1992 | Tokyo     | Philippe Candeloro              | Elvis Stojko                    | Aleksej Urmanov                 |
| 1993 | Chiba     | Philippe Candeloro              | V"jačeslav Zahorodnjuk          | Aleksej Urmanov                 |
| 1994 | Morioka   | Todd Eldredge                   | Philippe Candeloro              | V"jačeslav Zahorodnjuk          |
| 1995 | Nagoya    | Elvis Stojko                    | Igor' Paškevič                  | Philippe Candeloro              |
| 1996 | Osaka     | Elvis Stojko                    | Il'ja Kulik                     | Dmytro Dmytrenko                |
| 1997 | Nagano    | Il'ja Kulik                     | Scott Davis                     | Guo Zhengxin                    |
| 1998 | Sapporo   | Evgenij Pljuščenko              | Takeshi Honda                   | Andrejs Vlascenko               |
| 1999 | Nagoya    | Evgenij Pljuščenko              | Timothy Goebel                  | Il'ja Klimkin                   |
| 2000 | Asahikawa | Evgenij Pljuščenko              | Il'ja Klimkin                   | Li Chengjiang                   |
| 2001 | Kumamoto  | Takeshi Honda                   | Jeffrey Buttle                  | Ivan Dinev                      |
| 2002 | Kyoto     | Il'ja Klimkin                   | Takeshi Honda                   | Li Chengjiang                   |
| 2003 | Asahikawa | Jeffrey Buttle                  | Timothy Goebel                  | Gao Song                        |
| 2004 | Nagoya    | Johnny Weir                     | Timothy Goebel                  | Frédéric Dambier                |
| 2005 | Osaka     | Nobunari Oda                    | Evan Lysacek                    | Daisuke Takahashi               |
| 2006 | Nagano    | Daisuke Takahashi               | Nobunari Oda                    | Takahiko Kozuka                 |
| 2007 | Sendai    | Daisuke Takahashi               | Tomáš Verner                    | Stephen Carriere                |
| 2008 | Tokyo     | Nobunari Oda                    | Johnny Weir                     | Yannick Ponsero                 |
| 2009 | Nagano    | Brian Joubert                   | Johnny Weir                     | Michal Březina                  |
| 2010 | Nagoya    | Daisuke Takahashi               | Jeremy Abbott                   | Florent Amodio                  |
| 2011 | Sapporo   | Daisuke Takahashi               | Takahiko Kozuka                 | Ross Miner                      |
| 2012 | Miyagi    | Yuzuru Hanyū                    | Daisuke Takahashi               | Ross Miner                      |
| 2013 | Tokyo     | Daisuke Takahashi               | Nobunari Oda                    | Jeremy Abbott                   |
| 2014 | Osaka     | Daisuke Murakami                | Sergej Voronov                  | Takahito Mura                   |
| 2015 | Nagano    | Yuzuru Hanyū                    | Boyang Jin                      | Takahito Mura                   |
| 2016 | Sapporo   | Yuzuru Hanyū                    | Nathan Chen                     | Keiji Tanaka                    |
| 2017 | Osaka     | Sergej Voronov                  | Adam Rippon                     | Oleksii Bychenko                |
| 2018 | Hiroshima | Shōma Uno                       | Sergej Voronov                  | Matteo Rizzo                    |
| 2019 | Sapporo   | Yuzuru Hanyū                    | Kevin Aymoz                     | Roman Sadovsky                  |
| 2020 | Osaka     | Yūma Kagiyama                   | Kazuki Tomono                   | Lucas Tsuyoshi Honda            |
| 2021 | Tokyo     | Shōma Uno                       | Vincent Zhou                    | Cha Jun-hwan                    |
| 2022 | Sapporo   | Shōma Uno                       | Sōta Yamamoto                   | Cha Jun-hwan                    |
| 2023 | Osaka     | Yūma Kagiyama                   | Shōma Uno                       | Lukas Britschgi                 |
| 2024 | Tokyo     | Yūma Kagiyama                   | Daniel Grassl                   | Tatsuya Tsuboi                  |

### Singolo femminile
| Anno | Luogo     | Oro                             | Argento                         | Bronzo                          |
| 1979 | Tokyo     | Emi Watanabe                    | Lisa-Marie Allen                | Sandy Lenz                      |
| 1980 | Sapporo   | Denise Biellmann                | Katarina Witt                   | Melissa Thomas                  |
| 1981 | Kōbe      | Kristiina Wegelius              | Vikki de Vries                  | Charlene Wong                   |
| 1982 | Tokyo     | Katarina Witt                   | Rosalynn Sumners                | Tiffany Chin                    |
| 1983 | Sapporo   | La competizione non si è svolta | La competizione non si è svolta | La competizione non si è svolta |
| 1984 | Tokyo     | Midori Itō                      | Debi Thomas                     | Juri Ozawa                      |
| 1985 | Kōbe      | Midori Itō                      | Cynthia Coull                   | Juri Ozawa                      |
| 1986 | Tokyo     | Katarina Witt                   | Midori Itō                      | Juri Ozawa                      |
| 1987 | Kushiro   | Katarina Witt                   | Midori Itō                      | Tonya Harding                   |
| 1988 | Tokyo     | Midori Itō                      | Kristi Yamaguchi                | Marina Kielmann                 |
| 1989 | Kōbe      | Midori Itō                      | Kristi Yamaguchi                | Tonia Kwiatkowski               |
| 1990 | Asahikawa | Midori Itō                      | Tonya Harding                   | Larisa Zamotina                 |
| 1991 | Hiroshima | Midori Itō                      | Surya Bonaly                    | Chen Lu                         |
| 1992 | Tokyo     | Surya Bonaly                    | Kumiko Koiwai                   | Yuka Satō                       |
| 1993 | Chiba     | Surya Bonaly                    | Yuka Satō                       | Chen Lu                         |
| 1994 | Morioka   | Chen Lu                         | Surya Bonaly                    | Junko Yaginuma                  |
| 1995 | Nagoya    | Chen Lu                         | Hanae Yokoya                    | Ol'ga Markova                   |
| 1996 | Osaka     | Marija Butyrskaja               | Tonia Kwiatkowski               | Julija Vorob'ëva                |
| 1997 | Nagano    | Tanja Szewczenko                | Marija Butyrskaja               | Chen Lu                         |
| 1998 | Sapporo   | Tat'jana Malinina               | Irina Sluckaja                  | Fumie Suguri                    |
| 1999 | Nagoya    | Marija Butyrskaja               | Viktorija Volčkova              | Tat'jana Malinina               |
| 2000 | Asahikawa | Irina Sluckaja                  | Marija Butyrskaja               | Tat'jana Malinina               |
| 2001 | Kumamoto  | Tat'jana Malinina               | Yoshie Onda                     | Olena Ljašenko                  |
| 2002 | Kyoto     | Yoshie Onda                     | Irina Sluckaja                  | Shizuka Arakawa                 |
| 2003 | Asahikawa | Fumie Suguri                    | Olena Ljašenko                  | Yoshie Onda                     |
| 2004 | Nagoya    | Shizuka Arakawa                 | Miki Andō                       | Elena Sokolova                  |
| 2005 | Osaka     | Yukari Nakano                   | Fumie Suguri                    | Olena Ljašenko                  |
| 2006 | Nagano    | Mao Asada                       | Fumie Suguri                    | Yukari Nakano                   |
| 2007 | Sendai    | Carolina Kostner                | Sarah Meier                     | Nana Takeda                     |
| 2008 | Tokyo     | Mao Asada                       | Akiko Suzuki                    | Yukari Nakano                   |
| 2009 | Nagano    | Miki Andō                       | Alëna Leonova                   | Ashley Wagner                   |
| 2010 | Nagoya    | Carolina Kostner                | Rachael Flatt                   | Kanako Murakami                 |
| 2011 | Sapporo   | Akiko Suzuki                    | Mao Asada                       | Alëna Leonova                   |
| 2012 | Miyagi    | Mao Asada                       | Akiko Suzuki                    | Mirai Nagasu                    |
| 2013 | Tokyo     | Mao Asada                       | Elena Radionova                 | Akiko Suzuki                    |
| 2014 | Osaka     | Gracie Gold                     | Alëna Leonova                   | Satoko Miyahara                 |
| 2015 | Nagano    | Satoko Miyahara                 | Courtney Hicks                  | Mao Asada                       |
| 2016 | Sapporo   | Anna Pogorilaja                 | Satoko Miyahara                 | Marija Sotskova                 |
| 2017 | Osaka     | Evgenija Medvedeva              | Carolina Kostner                | Polina Curskaja                 |
| 2018 | Hiroshima | Rika Kihira                     | Satoko Miyahara                 | Elizaveta Tuktamyševa           |
| 2019 | Sapporo   | Alëna Kostornaja                | Rika Kihira                     | Alina Zagitova                  |
| 2020 | Osaka     | Kaori Sakamoto                  | Wakaba Higuchi                  | Rino Matsuike                   |
| 2021 | Tokyo     | Kaori Sakamoto                  | Mana Kawabe                     | You Young                       |
| 2022 | Sapporo   | Kim Ye-lim                      | Kaori Sakamoto                  | Rion Sumiyoshi                  |
| 2023 | Osaka     | Ava Ziegler                     | Lyndsay Thorngren               | Nina Pinzarrone                 |
| 2024 | Tokyo     | Kaori Sakamoto                  | Mone Chiba                      | Yuna Aoki                       |

### Coppie
| Anno | Luogo     | Oro                                     | Argento                                 | Bronzo                                      |
| 1979 | Tokyo     | Irina Vorob'ëva / Igor' Lisovskij       | Vicki Heasley / Robert Waggenhoffer     | Sheryl Franks / Michael Botticelli          |
| 1980 | Sapporo   | Barbara Underhill / Paul Martini        | Maria DiDomenico / Burt Lancon          | Toshimi Ito / Takashi Mura                  |
| 1981 | Kōbe      | Kitty Carruthers / Peter Carruthers     | Birgit Lorenz / Knut Schubert           | Maria DiDomenico / Burt Lancon              |
| 1982 | Tokyo     | Barbara Underhill / Paul Martini        | Irina Vorob'ëva / Igor' Lisovskij       | Marina Avstriskaja / Jurij Kvašnin          |
| 1983 | Sapporo   | La competizione non si è svolta         | La competizione non si è svolta         | La competizione non si è svolta             |
| 1984 | Tokyo     | Veronika Peršina / Marat Akbarov        | Birgit Lorenz / Knut Schubert           | Cynthia Coull / Mark Rowsom                 |
| 1985 | Kōbe      | Gillian Wachsman / Todd Waggoner        | Veronika Peršina / Marat Akbarov        | Denise Benning / Lyndon Johnston            |
| 1986 | Tokyo     | Elena Valova / Oleg Vasil'ev            | Jill Watson / Peter Oppegard            | Natalie Seybold / Wayne Seybold             |
| 1987 | Kushiro   | Elena Leonova / Gennadij Krasnickij     | Gillian Wachsman / Todd Waggoner        | Katy Keely / Joseph Mero                    |
| 1988 | Tokyo     | Larisa Seleznëva / Oleg Makarov         | Elena Bečke / Denis Petrov              | Kristi Yamaguchi / Rudy Galindo             |
| 1989 | Kōbe      | Ekaterina Gordeeva / Sergej Grin'kov    | Larisa Seleznëva / Oleg Makarov         | Christine Hough / Doug Ladret               |
| 1990 | Asahikawa | Elena Bečke / Denis Petrov              | Isabelle Brasseur / Lloyd Eisler        | Natal'ja Miškutënok / Artur Dmitriev        |
| 1991 | Hiroshima | Evgenija Šiškova / Vadim Naumov         | Radka Kovaříková / René Novotný         | Marina El'cova / Andrej Buškov              |
| 1992 | Tokyo     | Evgenija Šiškova / Vadim Naumov         | Marina El'cova / Andrej Buškov          | Calla Urbanski / Rocky Marval               |
| 1993 | Chiba     | Isabelle Brasseur / Lloyd Eisler        | Radka Kovaříková / René Novotný         | Yukiko Kawasaki / Aleksej Tichonov          |
| 1994 | Morioka   | Marina El'cova / Andrej Buškov          | Radka Kovaříková / René Novotný         | Mandy Wötzel / Ingo Steuer                  |
| 1995 | Nagoya    | Evgenija Šiškova / Vadim Naumov         | Mandy Wötzel / Ingo Steuer              | Natal'ja Krestjaninova / Aleksej Torčinskij |
| 1996 | Osaka     | Jenni Meno / Todd Sand                  | Evgenija Šiškova / Vadim Naumov         | Kyoko Ina / Jason Dungjen                   |
| 1997 | Nagano    | Shen Xue / Zhao Hongbo                  | Jenni Meno / Todd Sand                  | Peggy Schwarz / Mirko Müller                |
| 1998 | Sapporo   | Elena Berežnaja / Anton Sicharulidze    | Shen Xue / Zhao Hongbo                  | Jamie Salé / David Pelletier                |
| 1999 | Nagoya    | Marija Petrova / Aleksej Tichonov       | Sarah Abitbol / Stéphane Bernadis       | Dorota Zagórska / Mariusz Siudek            |
| 2000 | Asahikawa | Shen Xue / Zhao Hongbo                  | Sarah Abitbol / Stéphane Bernadis       | Marija Petrova / Aleksej Tichonov           |
| 2001 | Kumamoto  | Shen Xue / Zhao Hongbo                  | Marija Petrova / Aleksej Tichonov       | Dorota Zagórska / Mariusz Siudek            |
| 2002 | Kyoto     | Shen Xue / Zhao Hongbo                  | Dorota Zagórska / Mariusz Siudek        | Anabelle Langlois / Patrice Archetto        |
| 2003 | Asahikawa | Marija Petrova / Aleksej Tichonov       | Anabelle Langlois / Patrice Archetto    | Dorota Zagórska / Mariusz Siudek            |
| 2004 | Nagoya    | Marija Petrova / Aleksej Tichonov       | Pang Qing / Tong Jian                   | Dorota Zagórska / Mariusz Siudek            |
| 2005 | Osaka     | Zhang Dan / Zhang Hao                   | Aliona Savchenko / Robin Szolkowy       | Utako Wakamatsu / Jean-Sébastien Fecteau    |
| 2006 | Nagano    | Shen Xue / Zhao Hongbo                  | Zhang Dan / Zhang Hao                   | Valérie Marcoux / Craig Buntin              |
| 2007 | Sendai    | Aliona Savchenko / Robin Szolkowy       | Keauna McLaughlin / Rockne Brubaker     | Jessica Dubé / Bryce Davison                |
| 2008 | Tokyo     | Pang Qing / Tong Jian                   | Rena Inoue / John Baldwin               | Jessica Dubé / Bryce Davison                |
| 2009 | Nagano    | Pang Qing / Tong Jian                   | Juko Kavaguti / Aleksandr Smirnov       | Rena Inoue / John Baldwin                   |
| 2010 | Nagoya    | Pang Qing / Tong Jian                   | Vera Bazarova / Jurij Larionov          | Narumi Takahashi / Mervin Tran              |
| 2011 | Sapporo   | Juko Kavaguti / Aleksandr Smirnov       | Narumi Takahashi / Mervin Tran          | Aliona Savchenko / Robin Szolkowy           |
| 2012 | Miyagi    | Vera Bazarova / Jurij Larionov          | Kirsten Moore-Towers / Dylan Moscovitch | Marissa Castelli / Simon Shnapir            |
| 2013 | Tokyo     | Tat'jana Volosožar / Maksim Tran'kov    | Peng Cheng / Hao Zhang                  | Wenjing Sui / Cong Han                      |
| 2014 | Osaka     | Meagan Duhamel / Eric Radford           | Juko Kavaguti / Aleksandr Smirnov       | Yu Xiaoyu / Jin Yang                        |
| 2015 | Nagano    | Meagan Duhamel / Eric Radford           | Yu Xiaoyu / Jin Yang                    | Alexa Scimeca / Chris Knierim               |
| 2016 | Sapporo   | Meagan Duhamel / Eric Radford           | Peng Cheng / Yang Jin                   | Xuehan Wang / Lei Wang                      |
| 2017 | Osaka     | Sui Wenjing / Han Cong                  | Ksenija Stolbova / Fëdor Klimov         | Kristina Astachova / Aleksej Rogonov        |
| 2018 | Hiroshima | Natal'ja Zabijako / Aleksandr Ėnbert    | Peng Cheng / Yang Jin                   | Alexa Scimeca Knierim / Chris Knierim       |
| 2019 | Sapporo   | Sui Wenjing / Han Cong                  | Kirsten Moore-Towers / Michael Marinaro | Anastasija Mišina / Aleksandr Galljamov     |
| 2020 | Osaka     | La competizione non si è svolta         | La competizione non si è svolta         | La competizione non si è svolta             |
| 2021 | Tokyo     | Anastasija Mišina / Aleksandr Galljamov | Evgenija Tarasova / Vladimir Morozov    | Riku Miura / Ryūichi Kihara                 |
| 2022 | Sapporo   | Riku Miura / Ryūichi Kihara             | Emily Chan / Spencer Akira Howe         | Brooke McIntosh / Benjamin Mimar            |
| 2023 | Osaka     | Minerva Fabienne Hase / Nikita Volodin  | Lucrezia Beccari / Matteo Guarise       | Rebecca Ghilardi / Filippo Ambrosini        |
| 2024 | Tokyo     | Anastasiia Metelkina / Luka Berulava    | Riku Miura / Ryūichi Kihara             | Ellie Kam / Danny O'Shea                    |

### Danza su ghiaccio
| Anno | Luogo     | Oro                                          | Argento                                  | Bronzo                                  |
| 1979 | Tokyo     | Irina Moiseeva / Andrej Minenkov             | Jayne Torvill / Christopher Dean         | Rostislav Sinicyn / Rostislav Sinicyn   |
| 1980 | Sapporo   | Carol Fox / Richard Dalley                   | Karen Barber / Nicholas Slater           | Lillian Heming / Murray Carey           |
| 1981 | Kōbe      | Karen Barber / Nicholas Slater               | Rostislav Sinicyn / Rostislav Sinicyn    | Jana Beránková / Jan Barták             |
| 1982 | Tokyo     | Elena Batanova / Alexei Soloviev             | Carol Fox / Richard Dalley               | Wendy Sessions / Stephen Williams       |
| 1983 | Sapporo   | La competizione non si è svolta              | La competizione non si è svolta          | La competizione non si è svolta         |
| 1984 | Tokyo     | Karen Barber / Nicholas Slater               | Elena Batanova / Aleksej Solov'ëv        | John Thomas / Kelly Johnson             |
| 1985 | Kōbe      | Marina Klimova / Sergej Ponomarenko          | Karyn Garossino / Rod Garossino          | Sharon Jones / Paul Askham              |
| 1986 | Tokyo     | Natal'ja Bestem'janova / Andrej Bukin        | Suzanne Semanick / Scott Gregory         | Kathrin Beck / Christoff Beck           |
| 1987 | Kushiro   | Natal'ja Bestem'janova / Andrej Bukin        | Svetlana Ljapina / Gorša Sur             | Susan Wynne / Joseph Druar              |
| 1988 | Tokyo     | Marina Klimova / Sergej Ponomarenko          | Majja Usova / Aleksandr Žulin            | April Sargent / Russ Witherby           |
| 1989 | Kōbe      | Marina Klimova / Sergej Ponomarenko          | Oksana Griščuk / Evgenij Platov          | Jo-Anne Borlase / Martin Smith          |
| 1990 | Asahikawa | Majja Usova / Aleksandr Žulin                | Klára Engi / Attila Tóth                 | Stefania Calegari / Pasquale Camerlengo |
| 1991 | Hiroshima | Majja Usova / Aleksandr Žulin                | Oksana Griščuk / Evgenij Platov          | Stefania Calegari / Pasquale Camerlengo |
| 1992 | Tokyo     | Majja Usova / Aleksandr Žulin                | Anželika Krylova / Vladimir Fedorov      | Sophie Moniotte / Pascal Lavanchy       |
| 1993 | Chiba     | Oksana Griščuk / Evgenij Platov              | Iryna Romanova / Igor Jarošenko          | Aliki Stergiadu / Juris Razgulajevs     |
| 1994 | Morioka   | Sophie Moniotte / Pascal Lavanchy            | Tat'jana Navka / Samvel Gezalian         | Marina Anisina / Gwendal Peizerat       |
| 1995 | Nagoya    | Marina Anisina / Gwendal Peizerat            | Shae-Lynn Bourne / Victor Kraatz         | Anna Semenovič / Vladimir Fëdorov       |
| 1996 | Osaka     | Sophie Moniotte / Pascal Lavanchy            | Marina Anisina / Gwendal Peizerat        | Iryna Romanova / Igor Jarošenko         |
| 1997 | Nagano    | Pasha Grishuk / Evgenij Platov               | Shae-Lynn Bourne / Victor Kraatz         | Barbara Fusar-Poli / Maurizio Margaglio |
| 1998 | Sapporo   | Marina Anisina / Gwendal Peizerat            | Irina Lobačëva / Il'ja Averbuch          | Margarita Drobiazko / Povilas Vanagas   |
| 1999 | Nagoya    | Marina Anisina / Gwendal Peizerat            | Irina Lobačëva / Il'ja Averbuch          | Margarita Drobiazko / Povilas Vanagas   |
| 2000 | Asahikawa | Marina Anisina / Gwendal Peizerat            | Margarita Drobiazko / Povilas Vanagas    | Kati Winkler / René Lohse               |
| 2001 | Kumamoto  | Marina Anisina / Gwendal Peizerat            | Margarita Drobiazko / Povilas Vanagas    | Albena Denkova / Maksim Staviski        |
| 2002 | Kyoto     | Irina Lobačëva / Il'ja Averbuch              | Kati Winkler / René Lohse                | Galit Chait / Sergej Sachnovskij        |
| 2003 | Asahikawa | Albena Denkova / Maksim Staviski             | Olena Hrušyna / Ruslan Hončarov          | Galit Chait / Sergej Sachnovskij        |
| 2004 | Nagoya    | Albena Denkova / Maksim Staviski             | Tat'jana Navka / Roman Kostomarov        | Isabelle Delobel / Olivier Schoenfelder |
| 2005 | Osaka     | Marie-France Dubreuil / Patrice Lauzon       | Albena Denkova / Maksim Staviski         | Anastasija Grebënkina / Vazgen Azrojan  |
| 2006 | Nagano    | Marie-France Dubreuil / Patrice Lauzon       | Jana Chochlova / Sergej Novickij         | Melissa Gregory / Denis Petuchov        |
| 2007 | Sendai    | Isabelle Delobel / Olivier Schoenfelder      | Tessa Virtue / Scott Moir                | Jana Chochlova / Sergej Novickij        |
| 2008 | Tokyo     | Federica Faiella / Massimo Scali             | Nathalie Péchalat / Fabian Bourzat       | Emily Samuelson / Evan Bates            |
| 2009 | Nagano    | Meryl Davis / Charlie White                  | Sinead Kerr / John Kerr                  | Vanessa Crone / Paul Poirier            |
| 2010 | Nagoya    | Meryl Davis / Charlie White                  | Kaitlyn Weaver / Andrew Poje             | Maia Shibutani / Alex Shibutani         |
| 2011 | Sapporo   | Maia Shibutani / Alex Shibutani              | Kaitlyn Weaver / Andrew Poje             | Elena Il'inych / Nikita Kacalapov       |
| 2012 | Miyagi    | Meryl Davis / Charlie White                  | Elena Il'inych / Nikita Kacalapov        | Maia Shibutani / Alex Shibutani         |
| 2013 | Tokyo     | Meryl Davis / Charlie White                  | Anna Cappellini / Luca Lanotte           | Maia Shibutani / Alex Shibutani         |
| 2014 | Osaka     | Kaitlyn Weaver / Andrew Poje                 | Ksenija Mon'ko / Kirill Khaliavin        | Kaitlin Hawayek / Jean-Luc Baker        |
| 2015 | Nagano    | Maia Shibutani / Alex Shibutani              | Ekaterina Bobrova / Dmitrij Solov'ëv     | Madison Hubbell / Zachary Donohue       |
| 2016 | Sapporo   | Tessa Virtue / Scott Moir                    | Gabriella Papadakis / Guillaume Cizeron  | Anna Cappellini / Luca Lanotte          |
| 2017 | Osaka     | Tessa Virtue / Scott Moir                    | Madison Hubbell / Zachary Donohue        | Anna Cappellini / Luca Lanotte          |
| 2018 | Hiroshima | Kaitlin Hawayek / Jean-Luc Baker             | Tiffani Zagorski / Johnatan Guerreiro    | Rachel Parsons / Michael Parsons        |
| 2019 | Sapporo   | Gabriella Papadakis / Guillaume Cizeron      | Aleksandra Stepanova / Ivan Bukin        | Charlène Guignard / Marco Fabbri        |
| 2020 | Osaka     | Misato Komatsubara / Tim Koleto              | Rikako Fukase / Eichu Cho                | Kana Muramoto / Daisuke Takahashi       |
| 2021 | Tokyo     | Viktorija Sinicina / Nikita Kacalapov        | Madison Chock / Evan Bates               | Lilah Fear / Lewis Gibson               |
| 2022 | Sapporo   | Laurence Fournier Beaudry / Nikolaj Sørensen | Madison Chock / Evan Bates               | Caroline Green / Michael Parsons        |
| 2023 | Osaka     | Lilah Fear / Lewis Gibson                    | Charlène Guignard / Marco Fabbri         | Allison Reed / Saulius Ambrulevicius    |
| 2024 | Tokyo     | Madison Chock / Evan Bates                   | Christina Carreira / Anthony Ponomarenko | Allison Reed / Saulius Ambrulevicius    |